# Mountainburg
Mountainburg é uma cidade localizada no estado americano de Arkansas, no Condado de Crawford.

## Demografia
Segundo o censo americano de 2000, a sua população era de 682 habitantes.
Em 2006, foi estimada uma população de 720, um aumento de 38 (5.6%).

## Geografia
De acordo com o United States Census Bureau, a localidade tem uma área de 3,7 km², sem área coberta por água. Mountainburg localiza-se a aproximadamente 229 m acima do nível do mar.

## Localidades na vizinhança
O diagrama seguinte representa as localidades num raio de 24 km ao redor de Mountainburg.